# Skessufoss
Skessufoss är ett vattenfall i älven Vatnsdalsá på Island.   Det ligger i regionen Norðurland vestra, i den centrala delen av landet. Skessufoss ligger 278 meter över havet i dalen Forsæludalur där ån Vatnsdalsá rinner fram. Ån är i detta område cirka 4 meter bred och faller med två på varandra följande fall inne i en smal kanjon mellan mörka klippor, med ett fall på cirka 10 meter totalt.